# Peter Tiepold
Peter Tiepold est un boxeur est-allemand né le 15 novembre 1945 à Berlin.

## Carrière
Il remporte aux Jeux olympiques d'été de 1972 à Munich la médaille de bronze dans la catégorie poids super-welters.

## Palmarès

### Jeux olympiques
- Médaille de bronze en -71 kg aux Jeux de 1972 à Munich,  Allemagne

## Référence
1. ↑  (en) Résultats des Jeux olympiques 1972 (amateur-boxing.strefa.pl)